# Binchōtan

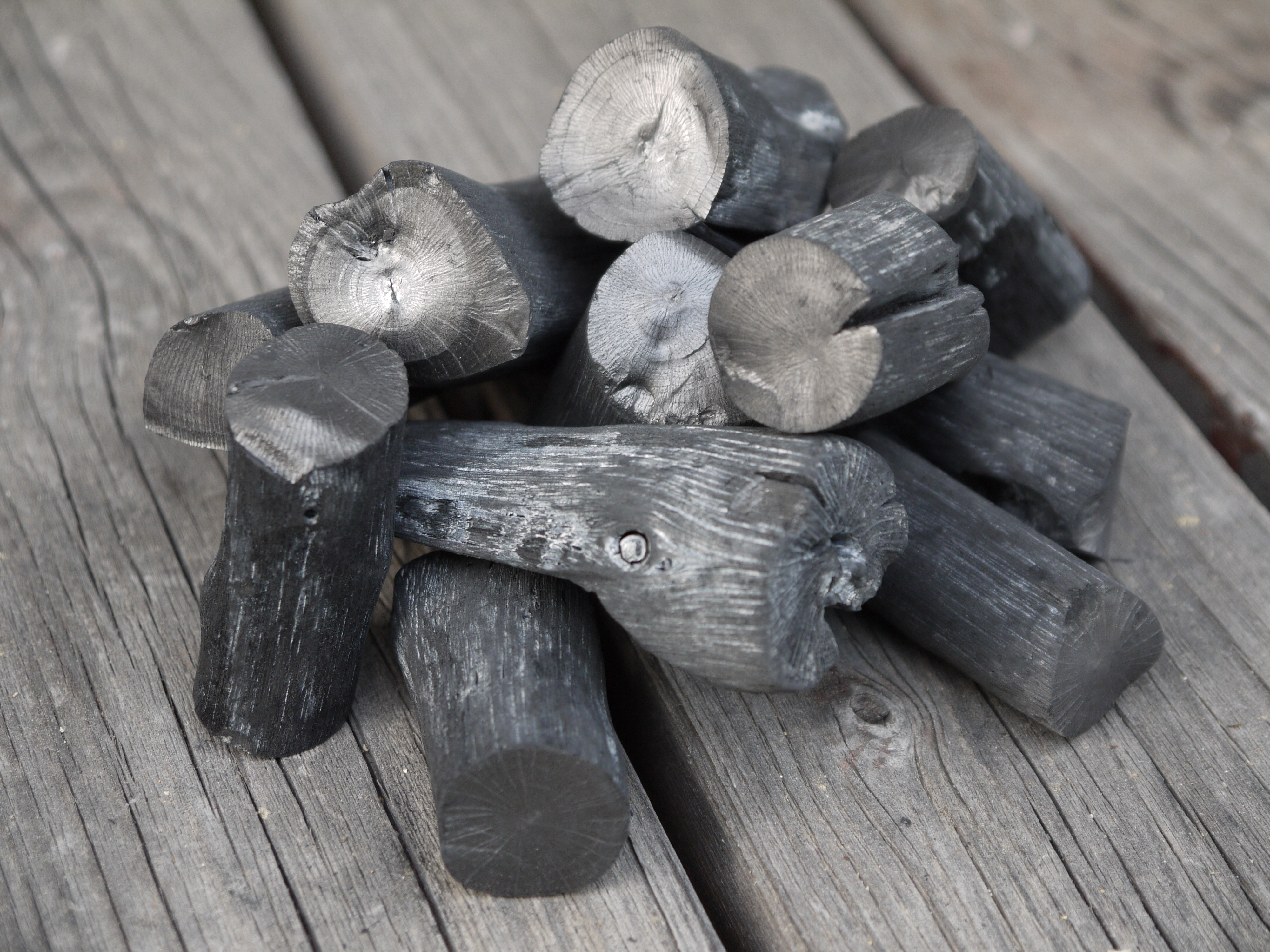
Binchō-tan, eller vitt träkol.

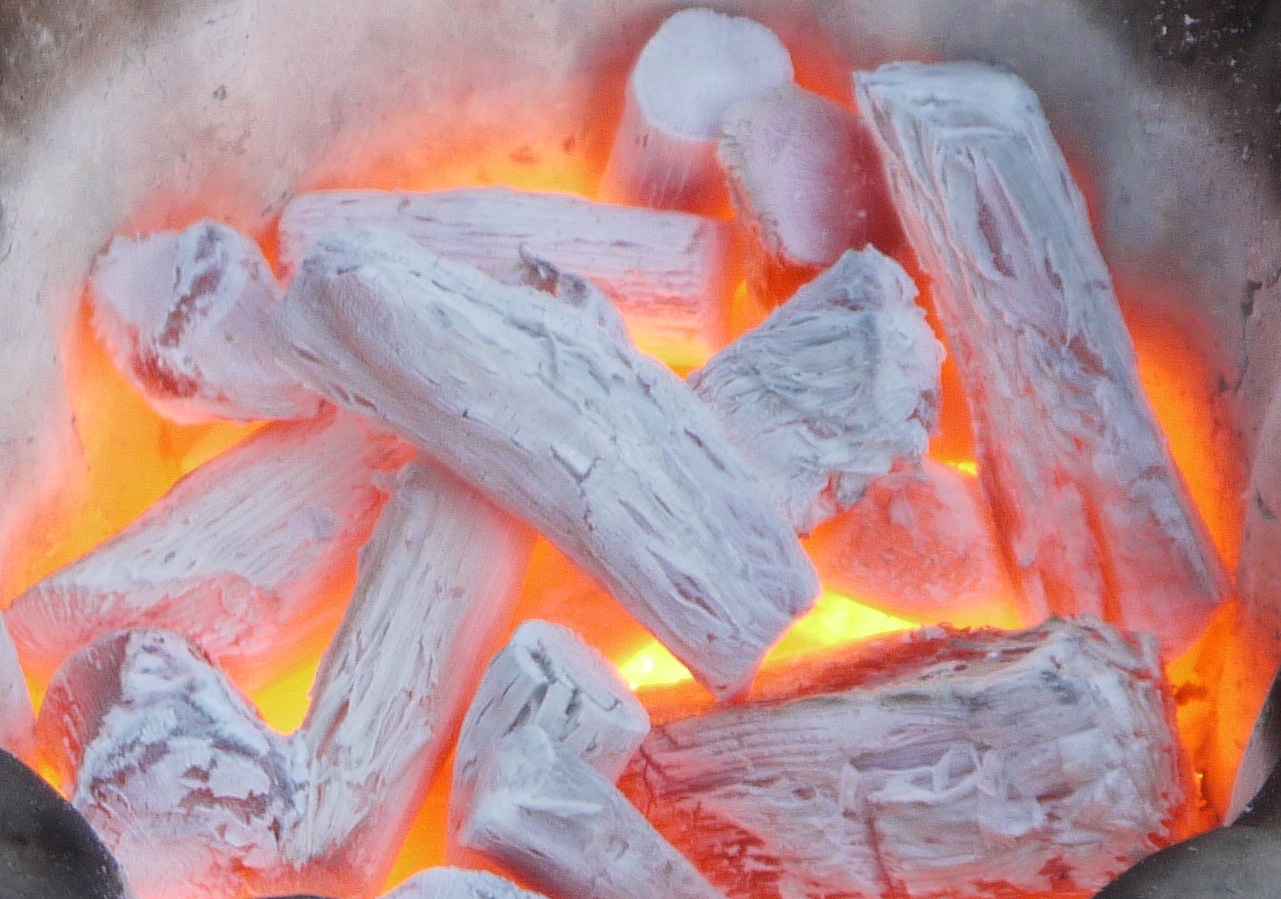
Brinnande Binchōtan.

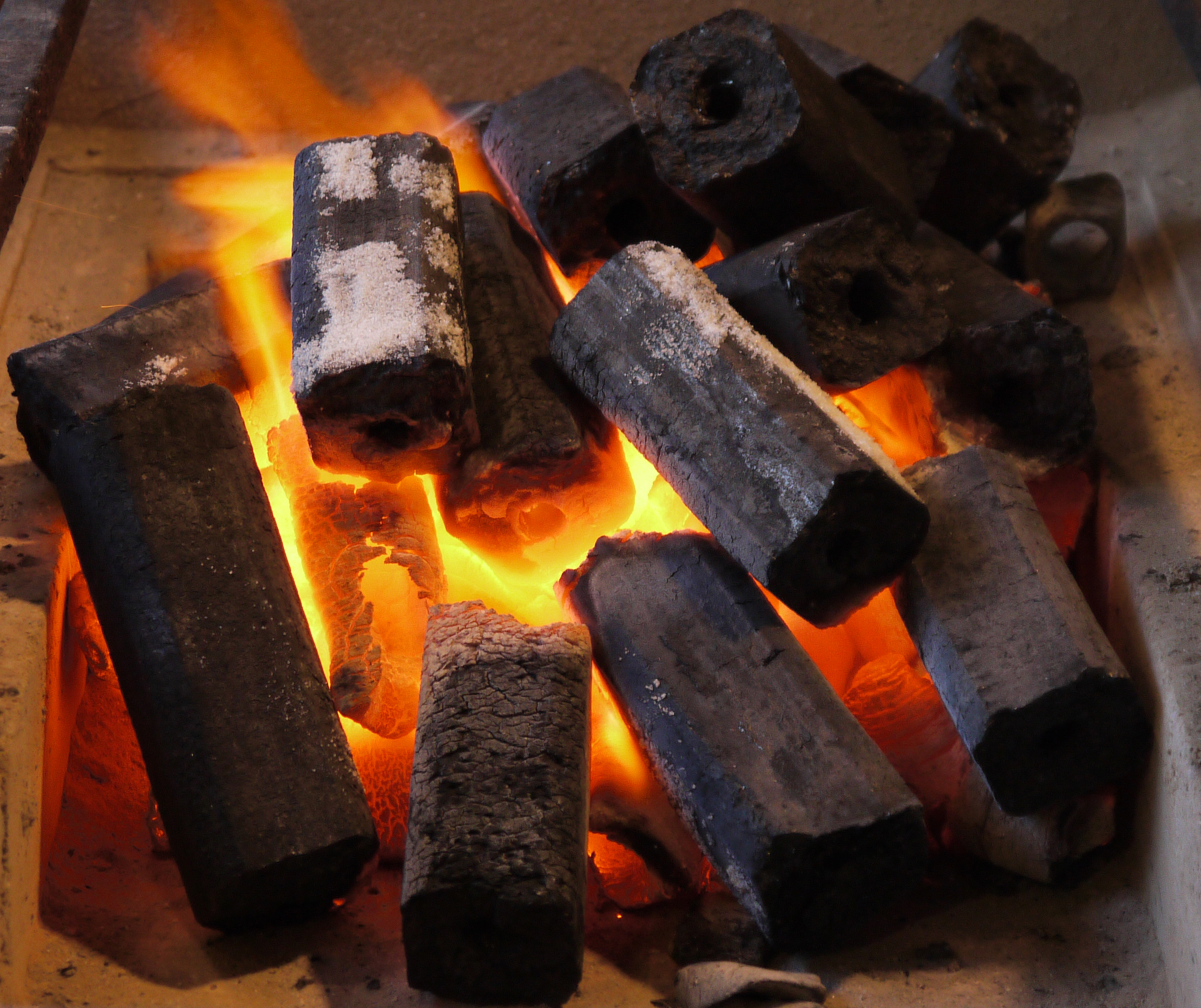
Oga-tan, som är en typ av ihoppressat sågspån, vilket ofta felaktigt marknadsförs som Binchō-tan.

Binchō-tan (japanska: 備長炭?), även kallat vitt kol (vit träkol) eller binchō-zumi, är en typ av träkol som traditionellt används i japansk matlagning.

## Historia
Dess användning kan dateras ända tillbaka till Edoperioden, då en hantverkare vid namn Bichū-ya Chōzaemon (備中屋 長左衛門) började producera den i Tanabe, Wakayama under Genrokueran. Det typiska råmaterialet som används för att göra binchō-tan i Japan är ek, närmare bestämt ubame ek, vilket nu är det officiella trädet i prefekturen Wakayama.
Wakayama fortsätter att vara en stor producent av högkvalitativt träkol, med staden Minabe, Wakayama, som producerar mer binchō-tan än någon annan stad i Japan. Binchō-tan producerad i Wakayama kallas Kishū binchō-tan (紀州備長炭), Kishū är det gamla namnet på Wakayama.
Vitt kol tillverkas genom att pyrolysera trä i en ugn vid cirka 240 °C (464 °F) i 120 timmar, och sedan höja temperaturen till cirka 1 000 °C (1 830 °F). När materialet har karboniserats tas det ut och täcks för att härda i en fuktig blandning av jord, sand och aska.
Binchō-tan är en typ av lövträkol som tar den naturliga formen av träet som användes för att göra det. Det är också hårdare än svart kol, ringer med ett metalliskt ljud när det träffas. På grund av sin fysiska struktur får binchō-tan ett vitare eller till och med metalliskt utseende och har, förutom att användas för matlagning, andra fördelar som absorption av lukter.
I jämförelse är oga-tan en typ av biomassabriketter  – ett sågspånkol komprimerat till former med kantiga kanter, ofta med ett hål i mitten. Det finns en vanlig missuppfattning bland restauranger och kockar som får dem att hänvisa till oga-tan som binchō-tan.
Vindspel och ett musikinstrument, tankin (炭琴) ("kol-xylofon"), har tillverkats av Binchō-tan.